# احمدآباد (مریوان)
احمدآباد (تفلی)، روستایی از توابع بخش مرکزی شهرستان سروآباد در استان کردستان ایران است که احمد آزادوار آن را آباد کرد.

## جمعیت
این روستا در دهستان زریوار قرار دارد و براساس سرشماری مرکز آمار ایران در سال ۱۳۸۵، جمعیت آن ۵۸ نفر (۸خانوار) بوده‌است.